# PCI Express

Логотип PCI Express

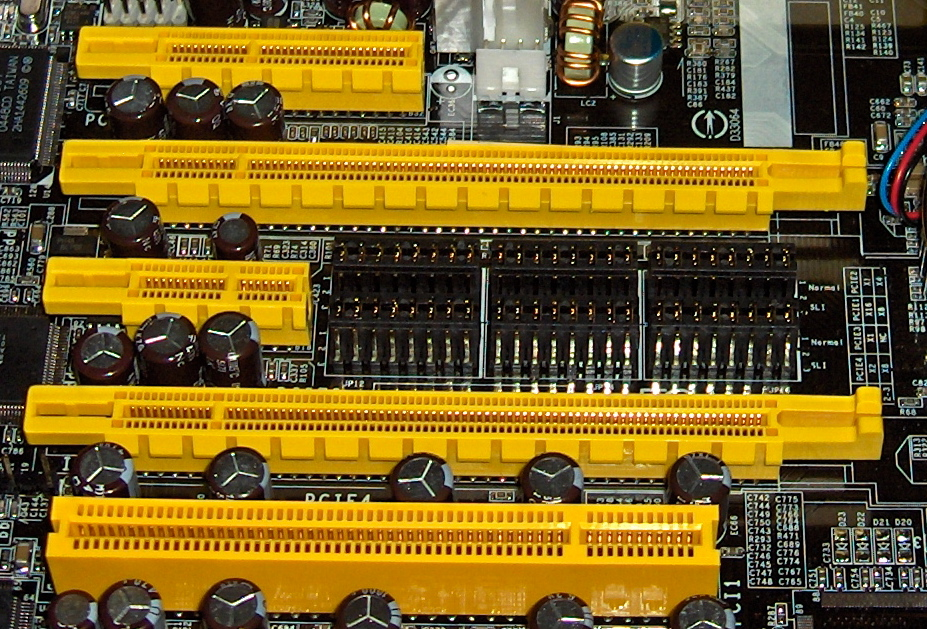
Слоти PCI Express x4, x16, x1, знов x16, внизу стандартний 32-розрядний слот PCI, на материнській платі DFI LanParty nForce4 SLI-DR

PCI Express або PCIe або PCI-E, (також знана як 3GIO for 3rd Generation I/O; не плутати з PCI-X або PXI) — комп'ютерна шина, що використовує програмну модель шини PCI і високопродуктивний фізичний протокол, заснований на послідовній передачі даних.
Започаткована у липні 2002 року компанією Intel.

## Історія розробки
Розвитком стандарту PCI Express займається організація PCI Special Interest Group (PCI-SIG) [Архівовано 6 липня 2008 у Wayback Machine.].
На відміну від шини PCI, що використала для передачі даних спільну шину, PCI Express, в загальному випадку, є пакетною мережею з топологією типу зірка, пристрої PCI Express взаємодіють між собою через середовище, утворене комутаторами, при цьому кожен пристрій безпосередньо зв'язаний з'єднанням типу точка-точка з комутатором.
Крім того, шиною PCI Express підтримується:
- гаряча заміна карт;
- гарантована смуга пропускання (QoS);
- управління енергоспоживанням;
- контроль цілісності передаваних даних.

Розробку стандарту PCI Express почала фірма AMD після відмови від шини InfiniBand. Офіційно перша базова специфікація PCI Express з'явилася в липні 2002 року.
Шина PCI Express націлена на використання тільки як локальна шина. Оскільки програмна модель PCI Express багато в чому успадкована від PCI, то існуючі системи і контролери можуть бути допрацьовані для використання шини PCI Express заміною тільки фізичного рівня, без доопрацювання програмного забезпечення. Висока пікова продуктивність шини PCI Express дозволяє використовувати її замість шин AGP і тим більше PCI і PCI-X, що призвело до заміни цих шин на PCI Express в персональних комп'ютерах.

## Опис протоколу

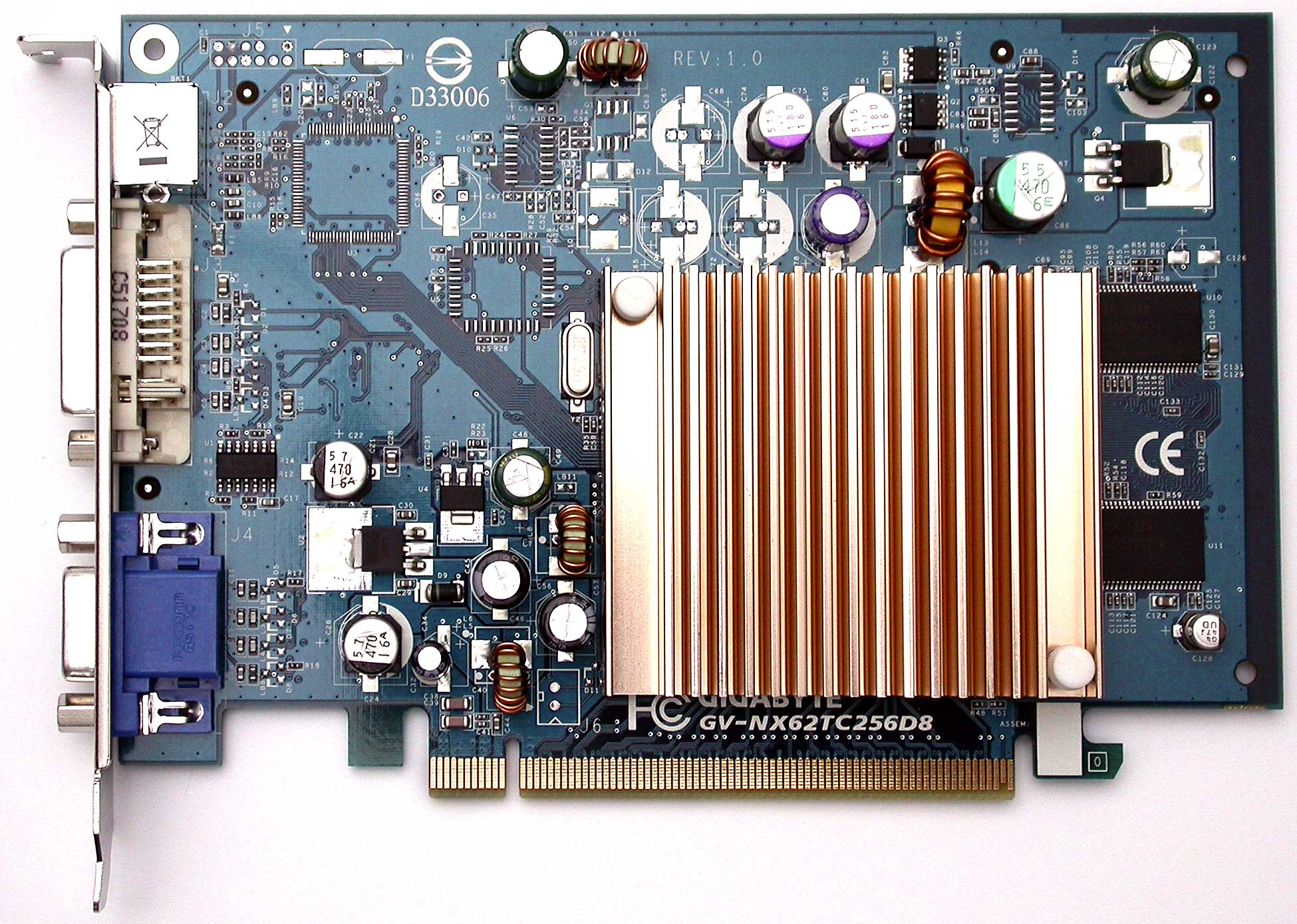
Відеокарта для PCI Express

Для підключення пристрою PCI Express використовується двонаправлене послідовне з'єднання типу точка-точка, зване lane; це дуже відрізняється від PCI, в якій всі пристрої підключаються до спільної 32-розрядної паралельної однонаправленої шини.
З'єднання між двома пристроями PCI Express називається link, і складається з одного (званого 1x) або декількох (2x, 4x, 8x, 12x, 16x і 32x) двонаправлених послідовних з'єднань lane. Кожен пристрій повинен підтримувати з'єднання 1x.
На електричному рівні кожне з'єднання використовує низьковольтну диференціальну передачу сигналу (LVDS), прийом і передача інформації проводиться кожним пристроєм PCI Express по окремих двох провідниках, таким чином, у простому випадку, пристрій підключається до комутатора PCI Express всього чотирма провідниками.
Використання подібного підходу має такі переваги:
- карта PCI Express поміщається і коректно працює в будь-якому слоті тої або ж більшої пропускній спроможності (наприклад, карта x1 працюватиме в слотах x4 і x16);
- слот більшого фізичного розміру може використовувати не всі lane (наприклад, до слоту 16x можна підвести лінії передачі інформації, відповідні 1x або 8x, і все це нормально функціонуватиме; проте, при цьому необхідно підключити всі лінії «живлення» і «земля», необхідні для слота 16x).

В обох випадках, на шині PCI Express використовуватиме максимальну кількість lane'ів доступних як для карти, так і для слоту. Проте це не дозволяє пристрою працювати в слоті, призначеному для карт з меншою пропускною спроможністю шини PCI Express (наприклад, карта x4 фізично не поміститься в слот x1, не зважаючи на те, що вона могла б працювати в слоті x1 з використанням тільки одного lane).
PCI Express пересилає всю керувальну інформацію, включно з перериваннями, через ті ж лінії, що використовуються для передавання даних. Послідовний протокол ніколи не може бути заблокований, таким чином затримки шини PCI Express цілком порівнянні з такими для шини PCI (відмітимо, що шина PCI для передавання сигналу про запит на переривання використовує окремі фізичні лінії IRQ#A, IRQ#B, IRQ#C, IRQ#D).
У всіх високошвидкісних послідовних протоколах (наприклад, Gigabit Ethernet), інформація про синхронізацію повинна бути вбудована в передаваний сигнал. На фізичному рівні, PCI Express використовує загальноприйнятий метод кодування 8B/10B (8 бітів даних замінюються на 10 бітів, передаваних по каналу, таким чином 20 % передаваного по каналу трафіку є надмірними), що дозволяє підвищити стійкість до перешкод.
Деякі протоколи (наприклад, SONET/SDH) використовують інший метод перешкодозахисного кодування, який називається скремблінг (англ. scrambling) для вбудовування інформації про синхронізацію в потік даних. Специфікація PCI Express також передбачає алгоритм скремблінгу, але скремблінг PCI Express відрізняється від такого в SONET.

## Пропускна здатність
Пропускна здатність з'єднання lane становить 2,5 Гбіт/с. Для розрахунку пропускної спроможності з'єднання шини (link) необхідно врахувати те, що в кожному з'єднанні передача дуплексна, а також врахувати застосування кодування 8B/10B (8 бітів в 10). Наприклад, дуплексна пропускна спроможність з'єднання 1x (P1x) становить:
{\displaystyle P_{1x}={2,5\cdot 2\cdot 0,8 \over 8}=0,5} ГБ/сек
де
- 2,5 — пропускна спроможність одного lane, Гбіт/с;
- 2 — врахування того, що з'єднання 1x складається з двох lane;
- 0,8 — коефіцієнт, що враховує використання коду 8B/10B;
- 8 — коефіцієнт перерахунку Гбіт/с в ГБ/с.

Пропускна спроможність, з урахуванням двонаправленої передачі, для шин PCI Express з різною кількістю зв'язків вказана в таблиці:
| Версія інтерфейсу                         | 1x   | 2x  | 4x | 8x  | 12x | 16x | 32x |
| ----------------------------------------- | ---- | --- | -- | --- | --- | --- | --- |
| Пропускна здатність PCI Express 1.0, ГБ/c | 0,25 | 0,5 | 1  | 2   | 3   | 4   | 8   |
| Пропускна здатність PCI Express 2.0, ГБ/c | 0,5  | 1   | 2  | 4   | 6   | 8   | 16  |
| Пропускна здатність PCI Express 3.0, ГБ/c | 1    | 2   | 4  | 8   | 12  | 16  | 32  |
| PCIe 4.0                                  | 2    | 4   | 8  | 16  | 24  | 32  | 64  |
| PCIe 5.0                                  | 4    | 8   | 16 | 32  | 48  | 64  | 128 |
| PCIe 6.0                                  | 8    | 16  | 32 | 64  | 96  | 128 | 256 |
| PCIe 7.0                                  | 16   | 32  | 64 | 128 | 192 | 256 | 512 |

## PCI Express 2.0
Група PCI-SIG випустила специфікацію PCI Express 2.0 15 січня 2007 року.
Основні нововведення в PCI Express 2.0:
- Збільшена пропускна здатність — специфікація PCI Express 2.0 визначає максимальну пропускну здатність одного з'єднання lane як 5 Гбіт/с[1], при цьому збережена сумісність з PCI Express 1.1 таким чином, що плата розширення, що підтримує стандарт PCIE 1.1 може працювати, будучи встановленою в слот PCIe 2.0. Внесені вдосконалення в протокол передачі між пристроями і програмну модель.
- Динамічне управління швидкістю — для управління швидкістю роботи зв'язку.
- Сповіщення про пропускну здатність — для сповіщення ПЗ (операційної системи, драйверів пристроїв тощо) про зміни швидкості і ширину шини.
- Розширення структури можливостей — розширення керувальних регістрів для кращого управління пристроями, слотами і інтерконектом.
- Служби управління доступом — опціональні можливості управління транзакціями точка-точка.
- Управління таймаутом виконання
- Скидання[куди?] на рівні функцій — опціональний механізм для скидання функцій (маються на увазі PCI funcs) усередині пристрою (PCI device).
- Перевизначення межі за потужністю — для перевизначення ліміту потужності слоту при приєднанні пристроїв, які споживають більшу потужність.

## Зовнішня кабельна специфікація PCIe
7 лютого 2007 року PCI-SIG випустила специфікацію зовнішньої кабельної системи PCIe. Нова специфікація дозволяє використовувати кабелі завдовжки до 10 метрів, що працюють з пропускною спроможністю 2,5 Гбіт/с.

## PCI Express 3.0
Затверджена у листопаді 2010 року, забезпечує пропускну здатність 8 Гбіт/с на одну лінію.

## PCI Express 4.0
Специфікація опублікована у жовтні 2017 року й має пропускну здатність 16 Гбіт/с на одну лінію.

## PCI Express 5.0
В травні 2019 року з'явилася фінальна версія стандарту PCI Express 5.0. Швидкість передачі даних по шині PCI Express без врахування дуплексу становить 32 GT/s.. Для 4-х ліній швидкість передачі даних становить 16 Гбайт/с, для 16-ти ліній — 64 Гбайт/с.

## PCI Express 6.0
Фінальна специфікація стандарту PCI Express 6.0 планується до публікації в 2021 р. Очікувана швидкість передачі даних без врахування дуплексу - 32 Гбайт/с для 4-х ліній і 128 Гбайт/с для 16-ти ліній.

## Форм-фактори
- Низькопрофільні карти
- Mini Card — заміна форм-фактора Mini PCI. На роз'єм Mini Card виведені шини: x1 PCIe, USB 2.0 і SMBus.
- ExpressCard — подібний до форм-фактора PCMCIA. На роз'єм Mini Card виведені шини x1 PCIe і USB 2.0, карти ExpressCard підтримують гаряче підключення.
- AdvancedTCA — форм-фактор для телекомунікаційного устаткування.
- Кабельні специфікації PCI Express дозволяють доводити довжину одного з'єднання до десятків, а то і сотень метрів, що робить можливим створення «розібраних» ЕОМ.
- Mobile PCI Express Module — промисловий форм-фактор, створений для ноутбуків фірмою NVIDIA.

## Конкурентні протоколи
Окрім PCI Express існує ще ряд високошвидкісних стандартизованих послідовних інтерфейсів, ось деякі з них: HyperTransport, InfiniBand, RapidIO, StarFabric. Кожен інтерфейс має своїх прихильників серед промислових компаній, оскільки на розробку специфікацій протоколів вже пішли значні суми, і кожен консорціум прагне підкреслити переваги саме свого інтерфейсу.
Стандартизований високошвидкісний інтерфейс з одного боку повинен мати гнучкість і розширюваність, а з іншого боку має забезпечувати низький час затримки і невисокі накладні витрати (тобто частка службової інформації пакету не повинна бути велика). По суті, відмінності між інтерфейсами полягають саме у вибраному компромісі між цими двома суперечливими напрямами.
Наприклад, додаткова службова маршрутна інформація в пакеті дозволяє організувати складну і гнучку маршрутизацію пакету, але збільшує накладні витрати на обробку пакету, також знижується пропускна спроможність інтерфейсу, ускладнюється програмне забезпечення, яке ініціалізує і настроює пристрої, підключені до інтерфейсу. При необхідності забезпечення гарячого підключення пристроїв необхідне спеціальне програмне забезпечення, яке б відстежувало зміну топології мережі. Прикладами інтерфейсів, які пристосовані для цього є RapidIO, InfiniBand і StarFabric.
Водночас, укоротивши пакети можна зменшити затримку при передачі даних, що є важливою вимогою до інтерфейсу пам'яті. Але невеликий розмір пакетів приводить до того, що частка службових полів пакету збільшується, що знижує ефективну пропускну здатність інтерфейсу. Прикладом інтерфейсу такого типу є HyperTransport.
Положення PCI Express — PCI Express потрапляє десь посередині між описаними підходами, шина призначена для роботи як системне з'єднання (локальна шина), а не з'єднання процесор-пам'ять або у складній маршрутизованій мережі. Крім того, PCI Express від початку замислювалася як шина, логічно сумісна з шиною PCI, що також внесло свої обмеження.